# Juhani Pallasmaa
Juhani Pallasmaa (ur. 14 września 1936 w Hämeenlinnie) — fiński architekt i teoretyk architektury. Pełnił funkcje rektora Instytutu Sztuk Przemysłowych w Helsinkach, dyrektora Muzeum Fińskiej Architektury oraz profesora i dziekana wydziału architektury na Uniwersytecie Technologicznym w Helsinkach.

## Życiorys
Juhani Pallasmaa urodził się 14 września 1936 roku w miejscowości Hämeenlinnie w Finlandii. W wieku siedemnastu lat Pallasmaa w ramach wymiany międzyszkolnej odbył podróż statkiem z Helsinek do Sztokholmu, a następnie do Stanów Zjednoczonych, do miejscowości Minneapolis, gdzie spędził rok w amerykańskim liceum po czym wrócił do kraju. W 1957 roku dostał się na studia na Wydział Architektury wtedy Fińskiego Instytutu Technologicznego.       
W 1969 roku Pallasmaa, mający wówczas trzydzieści trzy lata, został rektorem Instytutu Wzornictwa Przemysłowego w Helsinkach. Na początku lat 70. po zakończeniu kadencji rektora, Pallasmaa wyjechał do Afryki. Przez dwa lata mieszkał w Etiopii, gdzie dostał stanowisko profesora architektury na Uniwersytecie Haile Selassie I w Addis Abebie. Po powrocie do Finlandii w połowie lat 70. został dyrektorem Muzeum Fińskiej Architektury. Podczas pięcioletniej pracy w muzeum Pallasmaa zorganizował szereg wystaw prac wybitnych światowych architektów: Tadaa Anda, Alvara Sizy, Daniela Libeskinda oraz amerykańskich rysunków architektonicznych. Pallasmaa publikował swoje teksty na łamach rocznika "Abacus" wydawanego przez muzeum.      
W roku 1983 Pallasmaa porzucił pracę w muzeum i rozpoczął działalność samodzielną, co z czasem doprowadziło do założenia własnego biura architektonicznego. Na początku lat. 90. otrzymał nominację na profesora, a później na dziekana Wydziału Architektury Uniwersytetu Technologicznego w Helsinkach.        

## Publikacje
- Understanding Architecture, 2012
- Encounters 2 – Architectural Essays, 2012
- Myśląca dłoń, 2009
- Archipelago. Essays on Architecture, 2006
- Encounters. Architectural Essays, 2006
- he Architecture of Image: Existential Space in Cinema, 2001
- Oczy skóry. Architektura i zmysły, 1996

## Galeria

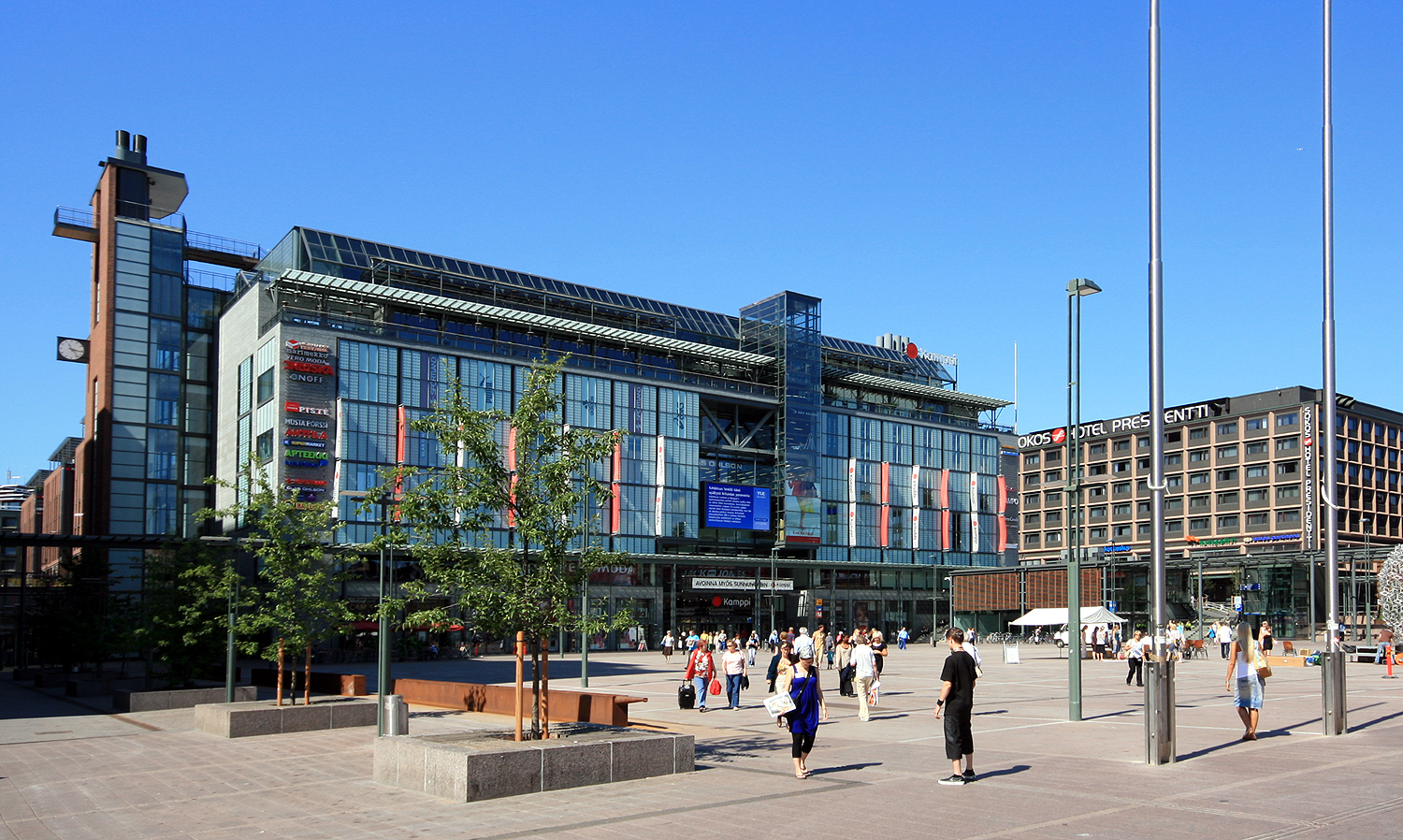
Kompleks Kamppi, Helsinki, 3003-2006
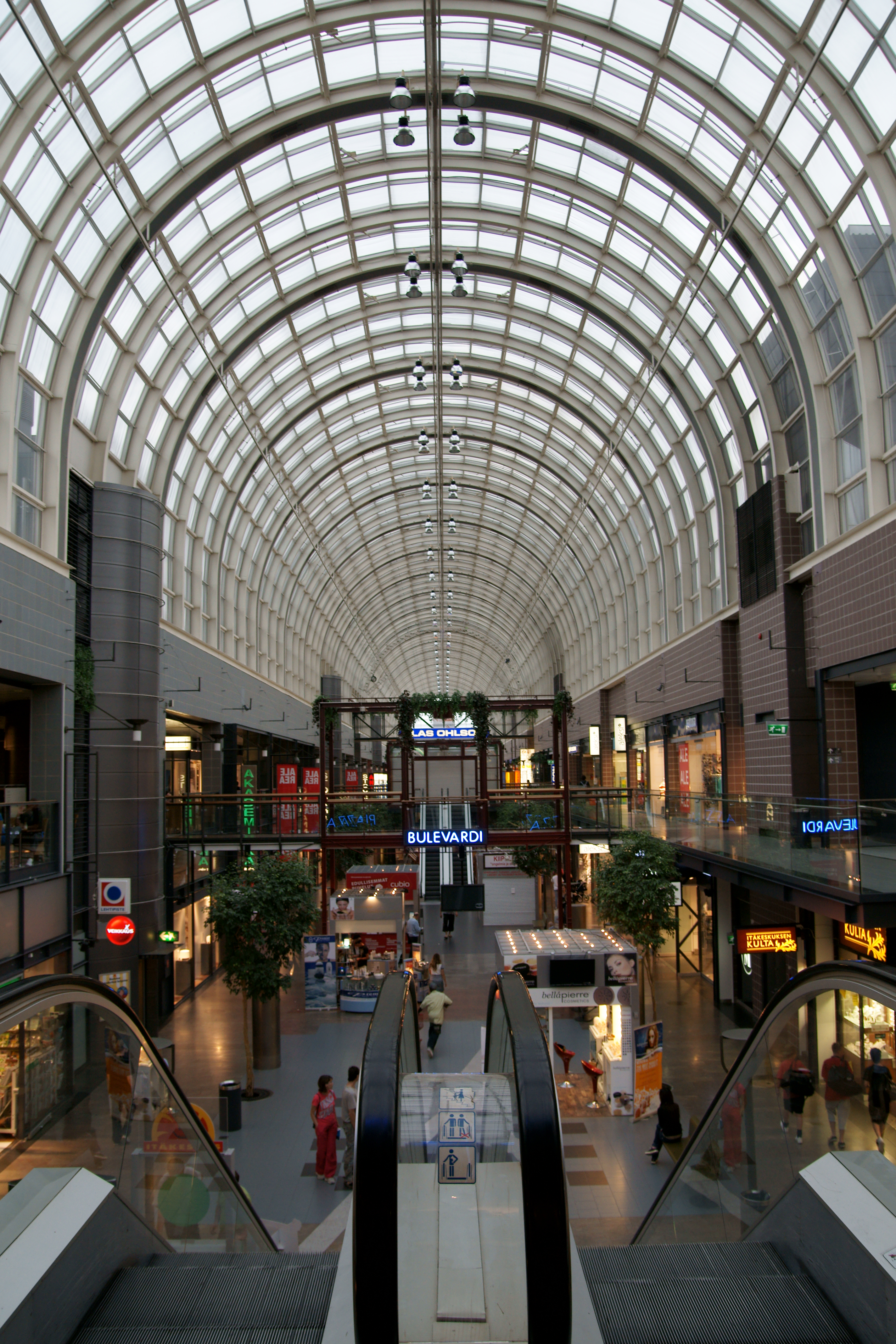
Centrum handlowe Itäkeskus, Helsinki, 1989-1991
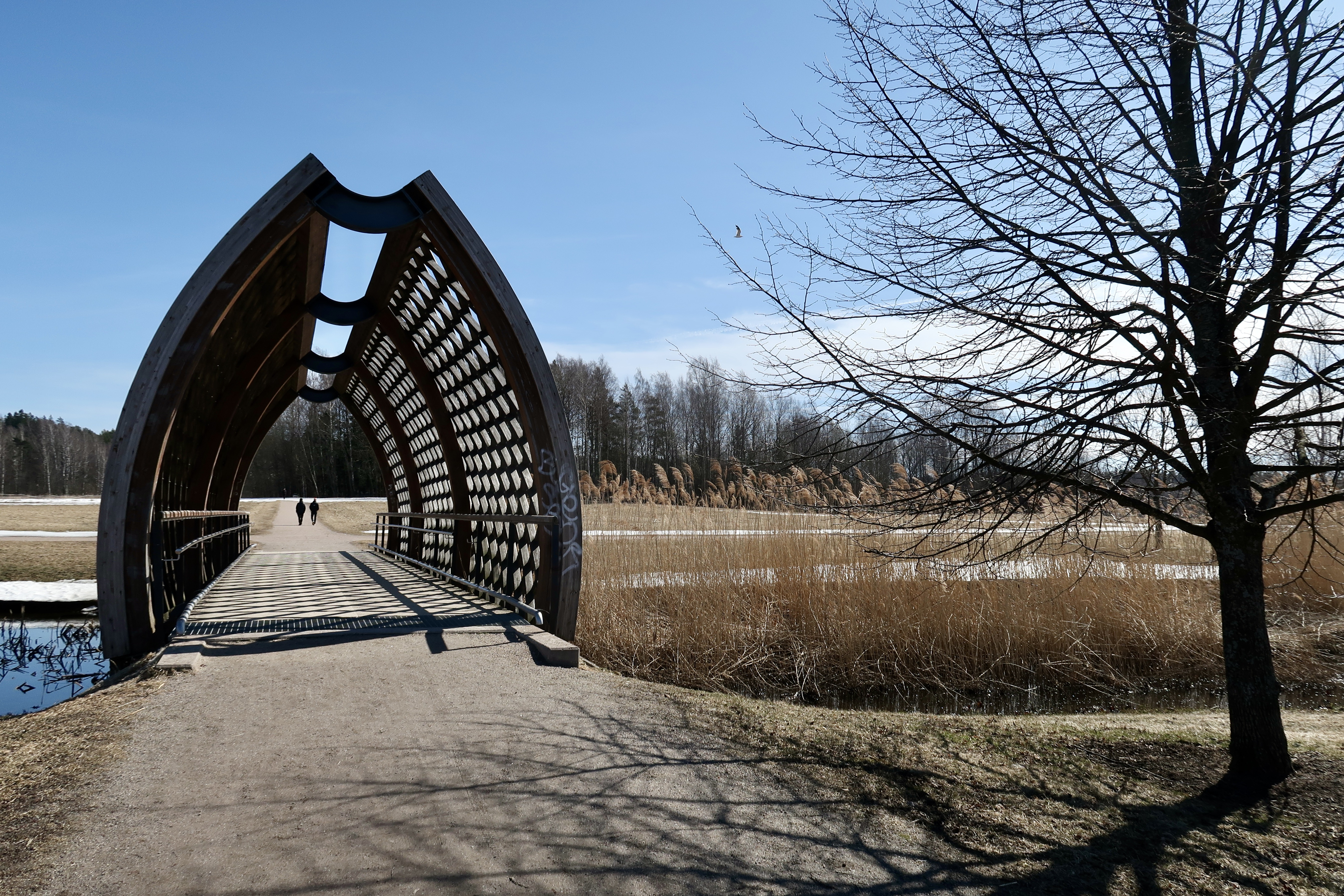
Most w dzielnicy Viikki, Helsinki, 2002
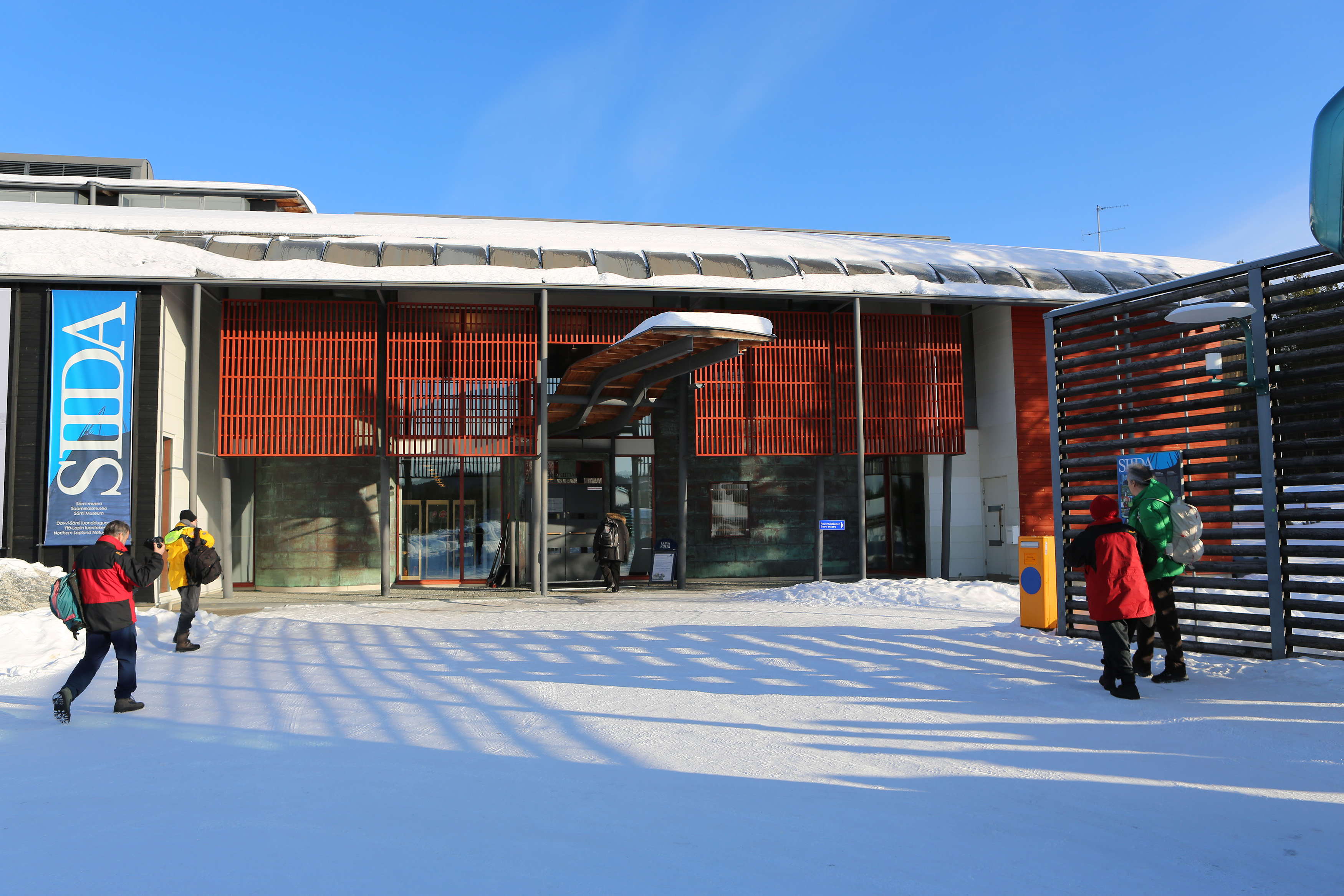
Muzeum Siida, Inari